# Panormenis keiseri
Panormenis keiseri är en insektsart som beskrevs av Synave 1966. Panormenis keiseri ingår i släktet Panormenis och familjen Flatidae. Inga underarter finns listade i Catalogue of Life.